# Referèndum constitucional de Mauritània de 1958
El 28 de setembre de 1958 es va celebrar a Mauritània un referèndum sobre la nova constitució de França, com a part d'un referèndum més ampli celebrat en tota la Unió Francesa. La nova constitució faria que el país passés a formar part de la nova Comunitat Francesa si era acceptada, o donaria lloc a la independència si era rebutjada. Va ser aprovada pel 94,04% dels votants.